# Sven Baum (Karateka)

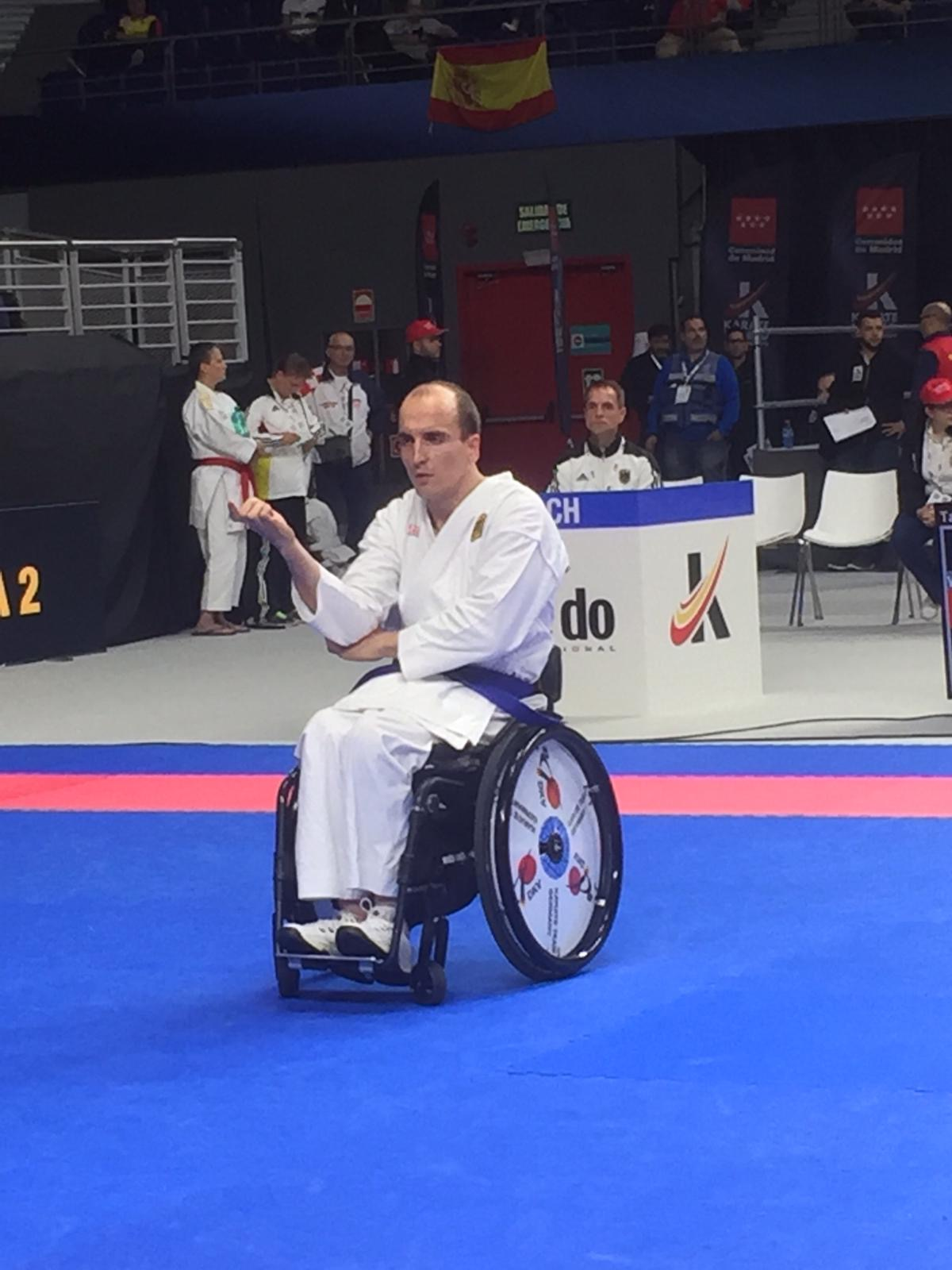
Kata-Wettkampf bei der Para-Karate-Weltmeisterschaft in Madrid 2018

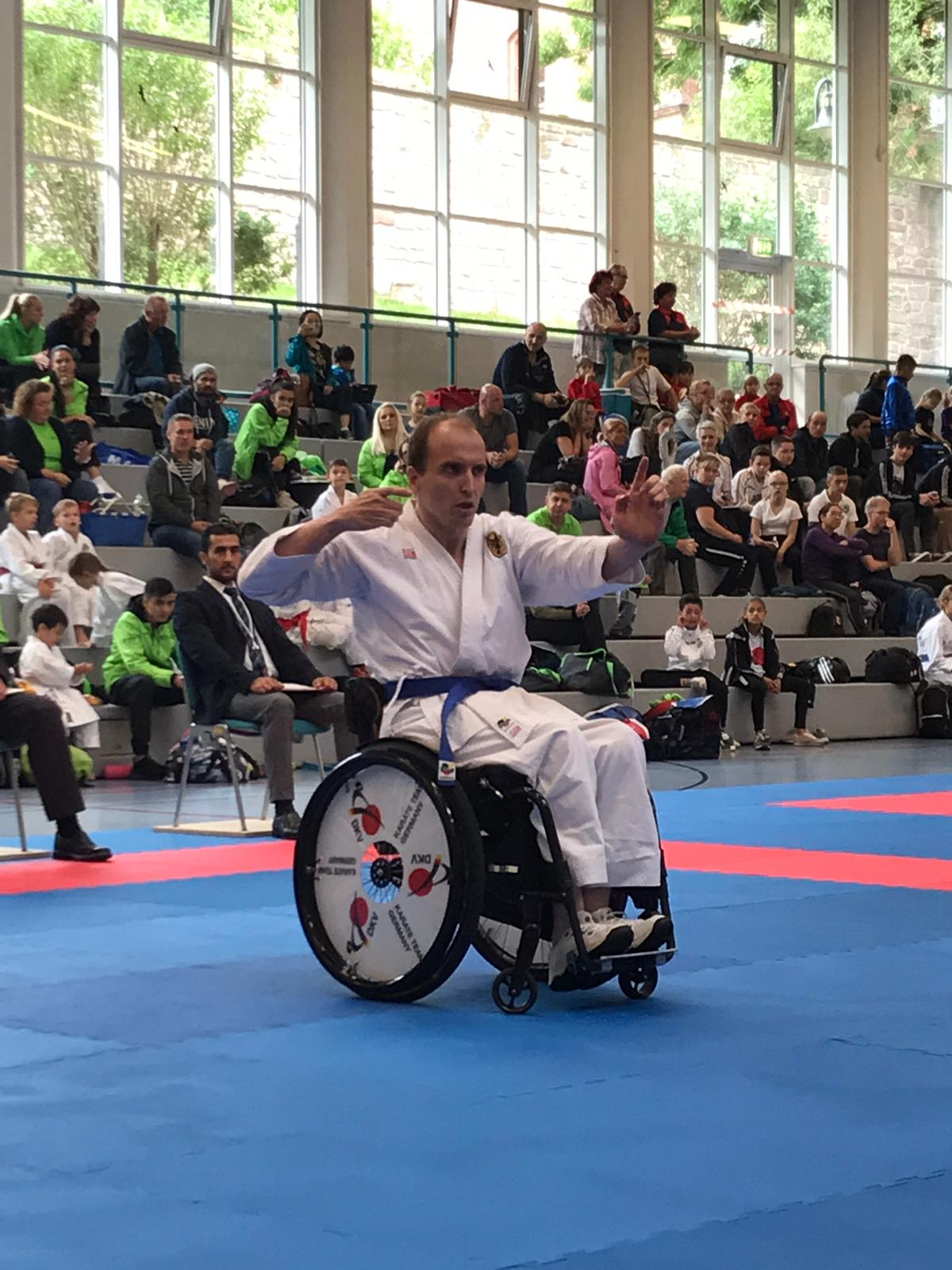
Kata-Wettkampf bei den Internationalen Eichsfeld Open

Sven Baum (* 12. August 1980) ist ein deutscher Karateka im Bereich Para-Karate. Er startet in der Disziplin Kata-Rollstuhl. Zu seinen bisher größten sportlichen Erfolgen zählen der 3. Platz bei der Para-Karate-Weltmeisterschaft 2014 in Bremen und die Nominierung für das Jugendlager der Paralympics 1996 in Atlanta.

## Werdegang
Baum wuchs gemeinsam mit zwei Brüdern und seiner Familie in Schmiedehausen auf. 1984 kam er in das Internat der Schule für körperbehinderte Menschen in Erfurt. In diesem Schulgebäude war auch ein Kindergarten integriert. 1987 wurde Sven Baum durch die engagierten Betreuer und Lehrer seiner Schule langsam an die Leichtathletik herangeführt. In den folgenden Jahren hat Baum dann seinen sportlichen Ehrgeiz entwickelt und gestärkt.
Von 1987 bis 1997 war er erfolgreich in der Leichtathletik, der so genannten Para-Leichtathletik, tätig. Seine Disziplinen waren Speerwurf, Kugelstoßen, 100-m-Sprint und 1500 m im Rollstuhl. In dieser Zeit gewann er mehrere Thüringer Landesmeistertitel für seinen Verein, dem Handicap Sports Club Erfurt. Seinen größten Erfolg in der Leichtathletik erreichte Baum 1996 mit dem Gewinn der Deutschen Meisterschaft im Speerwurf, dem 100-m-Sprint und über die 400-m-Strecke. Zudem wurde er für das Jugendlager der Paralympics 1996 in Atlanta nominiert. Seinen letzten Wettkampf in der Leichtathletik bestritt Baum 1997.
Aufgrund seiner Berufsausbildung zum Bürokaufmann, die er in Gera absolvierte, musste er ab 1997 seine sportlichen Ziele zurückschrauben. In Gera bestand keine Möglichkeit, weiter auf Leistungssportniveau in der Leichtathletik trainieren zu können. Von 2001 bis 2003 arbeitete Baum als Rezeptionsmitarbeiter in der Sophienklinik in Bad Sulza. Sven Baum begann 2003 eine Laufbahnausbildung beim Zoll, die er 2005 erfolgreich abschloss. Seitdem ist er beim Hauptzollamt Erfurt tätig.

## Para-Karate
Mit dem Umzug nach Erfurt suchte Baum neue sportliche Herausforderungen.  Mit Rollstuhl-Karate war eine neue Herausforderung geschaffen. Dies bot der erste Karate-Verein Erfurt unter Sensei Lothar F. Ratschke an. 2006 begann Baum seine zweite sportliche Karriere als Karateka im Para-Karate. Sven Baum gewann 2009 seine erste deutsche Meisterschaft im Para-Karate. Seitdem sind die Wettkämpfe im Para-Karate stetig gewachsen und haben sich entwickelt. Mit dem Gewinn der Bronzemedaille bei der Para-Karate-Weltmeisterschaft 2014 in Bremen erzielte Baum sein bisher bestes Ergebnis seiner sportlichen Karriere.
Seit dieser Zeit versucht Baum das Para-Karate im deutschen Karateverband und auf internationaler Ebene weiterzuentwickeln und das Leistungsniveau zu verbessern. Mit dem Wechsel zu seinem neuen Verein, Buschido Waltershausen, 2017 wurden die Voraussetzungen und Möglichkeiten für ein besseres Leistungsniveau geschaffen. Der neue Verein von Baum ist auch Heimatverein von Noah Bitsch. Mit der Wahl zum Athletensprecher des Para-Karate im Deutschen Karateverband kann sich Baum noch besser für die Belange der Athleten einsetzen.
Im Dezember 2022 wurde Sven Baum in das erweiterte Präsidium des Deutschen Karateverbandes berufen. Er wird künftig die Aufgaben des Beauftragten für das Para-Karate im Deutschen Karateverband wahrnehmen. Und tritt damit die Nachfolge von Kathrin Brachwitz an.

## Sportliche Erfolge

### Nationale Erfolge
- 1. Platz Deutsche Meisterschaft 2009 Kata-Rollstuhl
- 3. Platz Deutsche Meisterschaft 2010 Kata-Rollstuhl
- 1. Platz Deutsche Meisterschaft 2011 Kata-Rollstuhl
- 1. Platz Deutsche Meisterschaft 2012 Kata-Rollstuhl
- 1. Platz Deutsche Meisterschaft 2013 Kata-Rollstuhl
- 1. Platz Deutsche Meisterschaft 2014 Kata-Rollstuhl
- 1. Platz Deutsche Meisterschaft 2015 Kata-Rollstuhl
- 1. Platz Deutsche Meisterschaft 2016 Kata-Rollstuhl
- 2. Platz Deutsche Meisterschaft 2017 Kata-Rollstuhl
- 1. Platz offene Baden-Württembergische Para-Karate-Meisterschaften 2017 Kata-Rollstuhl
- 1. Platz Deutsche Meisterschaft 2018 Kata-Rollstuhl
- 1. Platz offene Baden-Württembergische Para-Karate-Meisterschaften 2018 Kata-Rollstuhl
- 1. Platz Deutsche Meisterschaft 2019 Kata-Rollstuhl
- 1. Platz Deutsche Meisterschaft 2020 Kata-Rollstuhl
- 1. Platz Deutsche Meisterschaft 2021 Kata-Rollstuhl
- 1. Platz Deutsche Meisterschaft 2022 Kata-Rollstuhl
- 1. Platz offene Bayerische Para-Karate-Meisterschaften 2022 Kata-Rollstuhl

### Internationale Erfolge
- 2. Platz Bavarian Open 2009 Kata-Rollstuhl
- 1. Platz Bavarian Open 2010 Kata-Rollstuhl
- 1. Platz Bavarian Open 2014 Kata-Rollstuhl
- 3. Platz Para-Karate-WM (Deutschland) 2014 Kata-Rollstuhl
- 1. Platz Bavarian Open 2015 Kata-Rollstuhl
- 5. Platz Para-Karate-WM (Österreich) 2016 Kata-Rollstuhl
- 1. Platz Bavarian Open 2017 Kata-Rollstuhl
- 2. Platz Bavarian Open 2018 Kata-Rollstuhl
- 1. Platz Eichsfeld Open 2018 Kata-Rollstuhl
- 1. Platz Berliner Open 2018 Kata-Rollstuhl
- 2. Platz Grand Prix Croatia 2018 (Kroatien) Kata-Rollstuhl
- 4. Platz Para-Karate-EM 2018 (Serbien) 2018 Kata-Rollstuhl
- 11. Platz Para-Karate-WM (Spanien) 2018 Kata-Rollstuhl
- 1. Platz Bavarian Open 2019 Kata-Rollstuhl
- 1. Platz Eichsfeld Open 2019 Kata-Rollstuhl
- 1. Platz Berliner Open 2019 Kata-Rollstuhl
- 7. Platz Para-Karate-EM (Spanien) 2019 Kata-Rollstuhl
- 2. Platz Berliner Open 2020 Kata-Rollstuhl
- 1. Platz Dresdner Open 2020 Kata-Rollstuhl
- 7. Platz Para-Karate-EM (Kroatien) 2021 Kata-Rollstuhl
- 1. Platz Eichsfeld Open 2021 Kata-Rollstuhl
- 1. Platz Polish Open 2021 Kata-Rollstuhl
- 11. Platz Para-Karate-WM (Dubai) 2021 Kata-Rollstuhl
- 5. Platz Para-Karate-EM (Türkei) 2022 Kata-Rollstuhl
- 1. Platz Eichsfeld Open 2022 Kata-Rollstuhl

## Soziales Engagement
Durch seine sportlichen Erfolge und der damit verbundenen Leuchtturmfunktion versucht Sven Baum, das Thema Handicap in vielen Bereichen der Gesellschaft sichtbar zu machen und für normalen Umgang zu werben. Dabei unterstützt er auch die Thuringa Bulls bei ihren sozialen Projekten.